# Raul Florucz
Raul Florucz (Vöcklabruck, 10 de junio de 2001) es un futbolista austríaco que juega en la demarcación de extremo para el Union Saint-Gilloise de la Primera División de Bélgica.

## Selección nacional
Tras jugar en las categorías inferiores de la selección, finalmente hizo su debut con la selección de Austria el 20 de marzo de 2025 en un encuentro de la Liga de Naciones de la UEFA 2024-25 contra Serbia que finalizó con un resultado de empate a uno tras el gol de Michael Gregoritsch para Austria, y de Lazar Samardžić para Serbia.

## Clubes
| Club                             | País      | Año       | Partidos | Goles |
| -------------------------------- | --------- | --------- | -------- | ----- |
| NK Sesvete (cedido)              | Croacia   | 2020      | 13       | 0     |
| NK Hrvatski Dragovoljac (cedido) | Croacia   | 2021      | 13       | 2     |
| NK Lokomotiva Zagreb             | Croacia   | 2021      | 8        | 0     |
| NK Jarun Zagreb (cedido)         | Croacia   | 2021      | 13       | 6     |
| NK Lokomotiva Zagreb             | Croacia   | 2022      | 1        | 0     |
| NK Jarun Zagreb (cedido)         | Croacia   | 2022-2023 | 24       | 12    |
| NK Olimpija Ljubljana            | Eslovenia | 2023-2025 | 78       | 29    |
| Union Saint-Gilloise             | Bélgica   | 2025-     | 2        | 1     |

## Palmarés

### Títulos nacionales
| Título                    | Club                  | País      | Año  |
| ------------------------- | --------------------- | --------- | ---- |
| Primera Liga de Eslovenia | NK Olimpija Ljubljana | Eslovenia | 2025 |